# Logarithme d'une matrice
En mathématiques, et plus particulièrement en analyse, un logarithme d'une matrice est une autre matrice telle que son exponentielle soit égale à la matrice initiale. C'est une généralisation de la notion usuelle de  logarithme, considéré comme inverse de la fonction exponentielle, mais le logarithme n'existe pas pour toutes les matrices, et n'est pas unique en général. L'étude du logarithme des matrices conduit au développement de la  théorie de Lie (en), car les matrices ayant un logarithme appartiennent à un groupe de Lie, et le logarithme est alors l'élément correspondant de l'algèbre de Lie associée.

## Définition; étude d'un exemple
Une matrice B est un logarithme de la matrice A si l'exponentielle de B est A :
Les rotations planes fournissent un exemple simple. Une rotation d'angle α (autour de l'origine, c'est-à-dire considérée comme rotation vectorielle) est représentée par la matrice 2 × 2
{\displaystyle A={\begin{pmatrix}\cos \alpha &-\sin \alpha \\\sin \alpha &\cos \alpha \\\end{pmatrix}}.}
Pour tout entier n, la matrice
{\displaystyle B_{n}=(\alpha +2\pi n){\begin{pmatrix}0&-1\\1&0\\\end{pmatrix}}}
est un logarithme de A ; on peut remarquer que cela correspond aux logarithmes complexes b du nombre {\displaystyle a={\rm {e}}^{2{\rm {i}}\pi \alpha }}, dans l'isomorphisme associant au nombre complexe {\displaystyle z=x+{\rm {i}}y} la matrice {\displaystyle Z={\begin{pmatrix}x&-y\\y&x\\\end{pmatrix}}.}. Ainsi, la matrice A possède une infinité de logarithmes (l'angle de rotation n'étant déterminé qu'à un multiple de 2π près).
Dans le langage de la théorie de Lie (en), les matrices de rotation A sont éléments du groupe de Lie SO(2). Leurs logarithmes, les matrices B correspondantes, sont éléments de l'algèbre de Lie so(2), formée de toutes les  matrices antisymétriques, et dont la matrice {\displaystyle {\begin{pmatrix}0&1\\-1&0\\\end{pmatrix}}} est un générateur.

## Existence et premières propriétés
Dans le cas complexe, la matrice A possède un logarithme si et seulement si elle est  inversible. Ce logarithme n'est pas unique, mais si A n'a pas de valeurs propres réelles négatives, elle a un logarithme unique dont les valeurs propres sont toutes dans la bande du plan complexe définie par {z ∈ C | −π < Im z < π} ; ce logarithme est appelé le logarithme principal.
Si l'on se limite à des matrices à coefficients réels, on a un critère plus compliqué : une matrice réelle admet un logarithme réel si et seulement si elle est inversible et si chaque bloc de Jordan correspondant à une valeur propre réelle négative apparait un nombre pair de fois (sinon, elle n'a que des logarithmes complexes). Une analyse plus détaillée dans le cas des matrices 2 × 2 est faite dans la dernière section.
Si A et B sont deux matrices définies positives telles que AB = BA, alors, pour deux logarithmes quelconques de A et B, notés ln(A) et ln(B), on a {\displaystyle AB={\rm {e}}^{\ln(A)+\ln(B)}}.
Pour toute matrice inversible et tout logarithme, {\displaystyle A^{-1}={\rm {e}}^{-\ln(A)}}.

## Un autre exemple: logarithmes des rotations de l'espace
Une rotation (vectorielle) {\displaystyle R\in {\rm {SO(3)}}} en dimension trois est donnée par une matrice orthogonale 3 × 3 de déterminant 1.
Un logarithme de cette matrice R peut être calculé à l'aide de la formule de Rodrigues, sauf lorsque l'une des valeurs propres de R est égale à –1 (R est alors une rotation d'angle π, donc une symétrie axiale), auquel cas le logarithme n'est plus unique.
Étant données des matrices de rotation A et B, {\displaystyle d_{g}(A,B):=\|\log(A^{\top }B)\|_{F}} est la distance géodésique sur la variété (de dimension 3) des matrices de rotation.

## Calcul de logarithmes

### Matrices diagonalisables
Si D est une matrice diagonale (inversible), son logarithme s'obtient en prenant la matrice diagonale dont les éléments de la diagonale sont les logarithmes de ceux de D (si ceux-ci sont tous des réels positifs, il existe un seul logarithme (à coefficients réels).
Plus généralement, si  A est une matrice diagonalisable (inversible), on peut par définition écrire {\displaystyle A=PDP^{-1}}, où D est une matrice diagonale et où P est la matrice de passage  correspondant à une base de vecteurs propres de A ; appelant alors L un logarithme de D, on vérifie facilement (voir « Exponentielle d'une matrice ») que {\displaystyle \exp(PLP^{-1})=P\exp(L)P^{-1}=A}, et donc que {\displaystyle PLP^{-1}} est un logarithme de A.

### Matrices non diagonalisables
Le résultat exposé précédemment ne s'applique pas à des matrices non diagonalisables, telles que {\displaystyle {\begin{pmatrix}1&1\\0&1\end{pmatrix}}}. Mettant une telle matrice sous forme normale de Jordan, on est donc amené à calculer le logarithme des blocs de Jordan. On peut écrire un tel bloc sous la forme :
{\displaystyle B={\begin{pmatrix}\lambda &1&0&0&\cdots &0\\0&\lambda &1&0&\cdots &0\\0&0&\lambda &1&\cdots &0\\\vdots &\vdots &\vdots &\ddots &\ddots &\vdots \\0&0&0&0&\lambda &1\\0&0&0&0&0&\lambda \\\end{pmatrix}}=\lambda {\begin{pmatrix}1&\lambda ^{-1}&0&0&\cdots &0\\0&1&\lambda ^{-1}&0&\cdots &0\\0&0&1&\lambda ^{-1}&\cdots &0\\\vdots &\vdots &\vdots &\ddots &\ddots &\vdots \\0&0&0&0&1&\lambda ^{-1}\\0&0&0&0&0&1\\\end{pmatrix}}=\lambda (I+K)},
où K est une matrice nilpotente (triangulaire supérieure, et de diagonale nulle) ; le scalaire λ est non nul, la matrice étant supposée inversible.
Utilisant le développement en série {\displaystyle \ln(1+x)=x-{\frac {x^{2}}{2}}+{\frac {x^{3}}{3}}-{\frac {x^{4}}{4}}+\cdots }, on sait que, au sens des séries formelles, {\displaystyle \exp(\ln(1+x))=1+x}, et donc que (les puissances de matrices commutant entre elles) on aura de même {\displaystyle \exp(\ln(I+K))=I+K} si la série converge pour une matrice K donnée. Posant alors
{\displaystyle L=\ln B=\ln {\big (}\lambda (I+K){\big )}=\ln(\lambda I)+\ln(I+K)=(\ln \lambda )I+K-{\frac {K^{2}}{2}}+{\frac {K^{3}}{3}}-{\frac {K^{4}}{4}}+\cdots ,}
la série converge évidemment ici, puisque, K étant nilpotente, elle n'a qu'un nombre fini de termes ; on en déduit que L est bien un logarithme de B.
Ainsi, par exemple, on aura
{\displaystyle \ln {\begin{pmatrix}1&1\\0&1\end{pmatrix}}={\begin{pmatrix}0&1\\0&0\end{pmatrix}}.}

## Le point de vue de l'analyse fonctionnelle
Une matrice carrée d'ordre n représente un endomorphisme (linéaire) de l'espace euclidien Rn ; comme on est en dimension finie, cet endomorphisme est un opérateur borné.
Les méthodes du  calcul fonctionnel holomorphe, permettent de prolonger une  fonction holomorphe f(z) définie sur un ouvert du plan complexe à un opérateur borné T, donnant un sens à  f(T) si f(z) est définie sur le spectre de T.
La fonction f(z) = ln z peut être définie sur tout ouvert simplement connexe du plan complexe ne contenant pas l'origine, et y est holomorphe. Cela a pour conséquence qu'on peut définir ln T si le spectre de T ne contient pas l'origine, et s'il existe un chemin allant de l'origine à l'infini et ne rencontrant pas le spectre[réf. nécessaire].
En dimension finie, le spectre de l'opérateur est l'ensemble des valeurs propres de la matrice et est donc fini (satisfaisant la condition de chemin précédente s'il ne contient pas 0) ; ainsi, ln T est défini si T est inversible (mais l'existence de plusieurs branches du logarithme complexe fait que le logarithme n'est pas non plus unique pour les matrices).

## Le point de vue de la théorie des groupes de Lie
La théorie des groupes de Lie permet de définir une application exponentielle allant d'une algèbre de Lie g vers le groupe de Lie correspondant G, {\displaystyle \exp :g\rightarrow G}.
Pour des groupes de Lie de matrices, les éléments de g et de G sont des matrices carrées, et l'application exponentielle est l'exponentielle de matrice. L'application inverse {\displaystyle \log =\exp ^{-1}} est multivoque, et correspond au logarithme de matrice. Le logarithme envoie donc le groupe de Lie  G vers l'algèbre de Lie g.
L'application exponentielle est un difféomorphisme local d'un voisinage  U de la matrice nulle {\displaystyle {\underline {0}}\in g} vers un voisinage V de la matrice identité   {\displaystyle {\underline {1}}\in G} ; le logarithme (de matrice) est donc défini de manière univoque comme une application {\displaystyle \log :V\subset G\rightarrow U\subset g.\,}

## Contraintes dans le cas des matrices réelles d'ordre 2
Toute matrice inversible admet un logarithme complexe, mais si l'on cherche des logarithmes réels pour des matrices réelles, des contraintes supplémentaires apparaissent ; on démontre ainsi (en utilisant la réduction de Jordan) que si une matrice 2 × 2 réelle n'a pas de logarithme réel, c'est que son déterminant est négatif ou nul. Pour une analyse plus précise, on commence par montrer que toute matrice peut s'écrire (de façon unique au signe de b près, sauf dans le troisième cas) sous la forme {\displaystyle aI_{2}+bE}, où a et b sont des réels, {\displaystyle I_{2}} est la matrice unité, et où E est une matrice réelle telle que {\displaystyle E^{2}=-I_{2}}, {\displaystyle I_{2}} ou {\displaystyle O_{2}}, la matrice nulle. On peut alors identifier la sous-algèbre des matrices de la forme {\displaystyle xI_{2}+yE} au plan complexe, au plan des complexes fendus ou au plan des nombres duaux, respectivement, et utiliser le logarithme de ces plans (considérés comme des groupes de Lie).
Ainsi, si {\displaystyle A={\begin{pmatrix}2&2\\-1&0\end{pmatrix}}}, on a {\displaystyle A=I_{2}+E}, avec {\displaystyle E^{2}=-I_{2}} ; identifiant A au nombre complexe {\displaystyle z=1+{\rm {i}}={\sqrt {2}}{\rm {e}}^{{\rm {i}}\pi /4}}, on en déduit qu'un logarithme de A doit être {\displaystyle L={\frac {\ln 2}{2}}I_{2}+{\frac {\pi }{4}}E={\begin{pmatrix}{\frac {\ln 2}{2}}+{\frac {\pi }{4}}&{\frac {\pi }{2}}\\-{\frac {\pi }{4}}&{\frac {\ln 2}{2}}-{\frac {\pi }{4}}\end{pmatrix}}}.
Le déterminant ne peut être négatif que dans le cas où {\displaystyle E^{2}=I_{2}}, donc correspondant au plan des nombres complexes déployés. Seul un quadrant de ce plan est l'image de l'application exponentielle, et donc le logarithme n'est défini que dans ce quadrant ; le reste du plan est obtenu à partir des matrices ayant un logarithme par les transformations du groupe de Klein, correspondant au changement de signe et au produit par E.
Par exemple, posant a = ln 2, et donc cosh a = 5/4 et sinh a = 3/4, on a pour les matrices
{\displaystyle \exp {\begin{pmatrix}0&a\\a&0\end{pmatrix}}={\begin{pmatrix}\cosh a&\sinh a\\\sinh a&\cosh a\end{pmatrix}}={\begin{pmatrix}5/4&3/4\\3/4&5/4\end{pmatrix}}}.
Cette dernière matrice a donc pour logarithme
{\displaystyle {\begin{pmatrix}0&\ln 2\\\ln 2&0\end{pmatrix}}}. Les trois autres matrices correspondantes (conjuguées par le groupe de Klein) :
{\displaystyle {\begin{pmatrix}3/4&5/4\\5/4&3/4\end{pmatrix}},\ {\begin{pmatrix}-3/4&-5/4\\-5/4&-3/4\end{pmatrix}},\ {\begin{pmatrix}-5/4&-3/4\\-3/4&-5/4\end{pmatrix}}} n'ont pas de logarithmes. Plus généralement, si une matrice n'est pas singulière, et qu'elle n'a pas de logarithme, elle est conjuguée d'une matrice qui en admet un.
L'exemple précédent peut se généraliser :  partant d'un triplet pythagoricien (p,q,r)
et posant a = ln(p + r) − ln q, on a
{\displaystyle {\rm {e}}^{a}={\frac {p+r}{q}}=\cosh a+\sinh a}.
Donc {\displaystyle \exp {\begin{pmatrix}0&a\\a&0\end{pmatrix}}={\begin{pmatrix}r/q&p/q\\p/q&r/q\end{pmatrix}}}
et la matrice
{\displaystyle {\tfrac {1}{q}}{\begin{pmatrix}r&p\\p&r\end{pmatrix}}}
a pour logarithme {\displaystyle {\begin{pmatrix}0&\ln(p+r)-\ln q\\\ln(p+r)-\ln q&0\end{pmatrix}}}.